# سلیل شتی
سلیل شتی (انگلیسی: Salil Shetty؛ زادهٔ ۳ فوریهٔ ۱۹۶۱، فعال حقوق بشر هندی است که از سال ۲۰۱۰ تا ۳۱ ژوئیه ۲۰۱۸ دبیرکل سازمان عفو بین‌الملل بوده‌است. شتی مدیر کمپین هزاره سازمان ملل بود. او قبل از پیوستن به سازمان ملل در سمت رئیس‌اجرایی
«اکشن اید» خدمت کرد.

## دوران جوانی و تحصیل
سلیل شتی در بنگلور بزرگ شد و مادر او، هملاتا شتی، در گروه‌های زنان فعال بود و پدرش راج شکر، با جنبش دالیت فعال بود.
او دارای مدرک BCom در حسابداری پیشرفته از کالج بازرگانی سنت جوزف و مدرک MBA در مؤسسه هندی مدیریت، احمدآباد و یک کارشناسی ارشد در سیاست اجتماعی از مدرسه اقتصاد لندن می‌باشد.

## اشتغال
سلیل شتی در ۱۹۸۳ کار خود را برای شرکت فناوری اطلاعات هند WIPRO شروع کرد و از سال ۱۹۹۸ تا ۲۰۰۳ به عنوان مدیر اجرایی ActionAid کارکرد. او مدیر کمپین بین‌المللی هزاره ملل متحد از سال ۲۰۰۳ تا ۲۰۱۰ بود.

## سازمان عفو بین‌الملل
شتی در ۲۱ دسامبر ۲۰۰۹ به عنوان دبیرکل سازمان عفو بین‌الملل منصوب شد و پس از ایرنه خان در ماه ژوئیه سال بعد کارش را آغاز کرد.
او برای تمایلش به عدم تمرکز دفتر مرکزی لندن به ۱۰ مرکز در سایر نقاط جهان برای ادغام دفتر ملی و بین‌المللی در لندن از انگلیس مورد انتقاد قرار گرفت. تقریباً ۵۰۰ کارمند در لندن تحت تأثیر ابتکار عمل او قرار گرفته‌اند.
شتی کارهایی که کرد عبارت بود: این سازمان همچنین بسیج‌های گسترده جهانی را برای همبستگی بین شمال و جنوب ترتیب داد، به این ترتیب این امکان را به ده‌ها میلیون نفر از مردم عادی می‌داد تا صدای خود را بشنوند. این سازمان همچنین دارای ائتلاف‌هایی در بیش از صد کشور است که تعدادی از آنها در زیر ذکر شده‌است:
- - ۲۰۰۵- بعلاوه فرانسه[۵]
  - هوتو کنای، سکای نو مازوشیشا- ژاپن[۶]
  - فقر را یک پدیده تاریخی کنیم - استرالیا[۷]
  - فقر را یک پدیده تاریخی کنیم- کانادا[۸]
  - فقر را یک پدیده تاریخی کنیم - ایرلند[۹]
  - فقر را یک پدیده تاریخی کنیم- بریتانیا[۱۰]
  - وان کمپین- سنگاپور[۱۱]
  - وان کمپین - ایالات متحده[۱۲]
  - EEN - فقر در جهان خارج - هلند[۱۳]
  - وادا ناتودو آبیان- هند[۱۴]